# Cabannes
Cabannes is een gemeente in het Franse departement Bouches-du-Rhône in de regio Provence-Alpes-Côte d'Azur. De plaats maakt deel uit van het arrondissement Arles. Cabannes telde op 1 januari 2022 4.576 inwoners.

## Geschiedenis
De gemeente maakte voor 2015 deel uit van het kanton Orgon. Toen het kanton op 22 maart 2015 werd opgeheven werd Cabannes opgenomen in het kanton Châteaurenard.

## Geografie
De oppervlakte van Cabannes bedraagt 20,91 vierkante kilometer; Op 1 januari 2022 was de bevolkingsdichtheid 218,8 inwoners per km².

De onderstaande kaart toont de ligging van Cabannes met de belangrijkste infrastructuur en aangrenzende gemeenten.

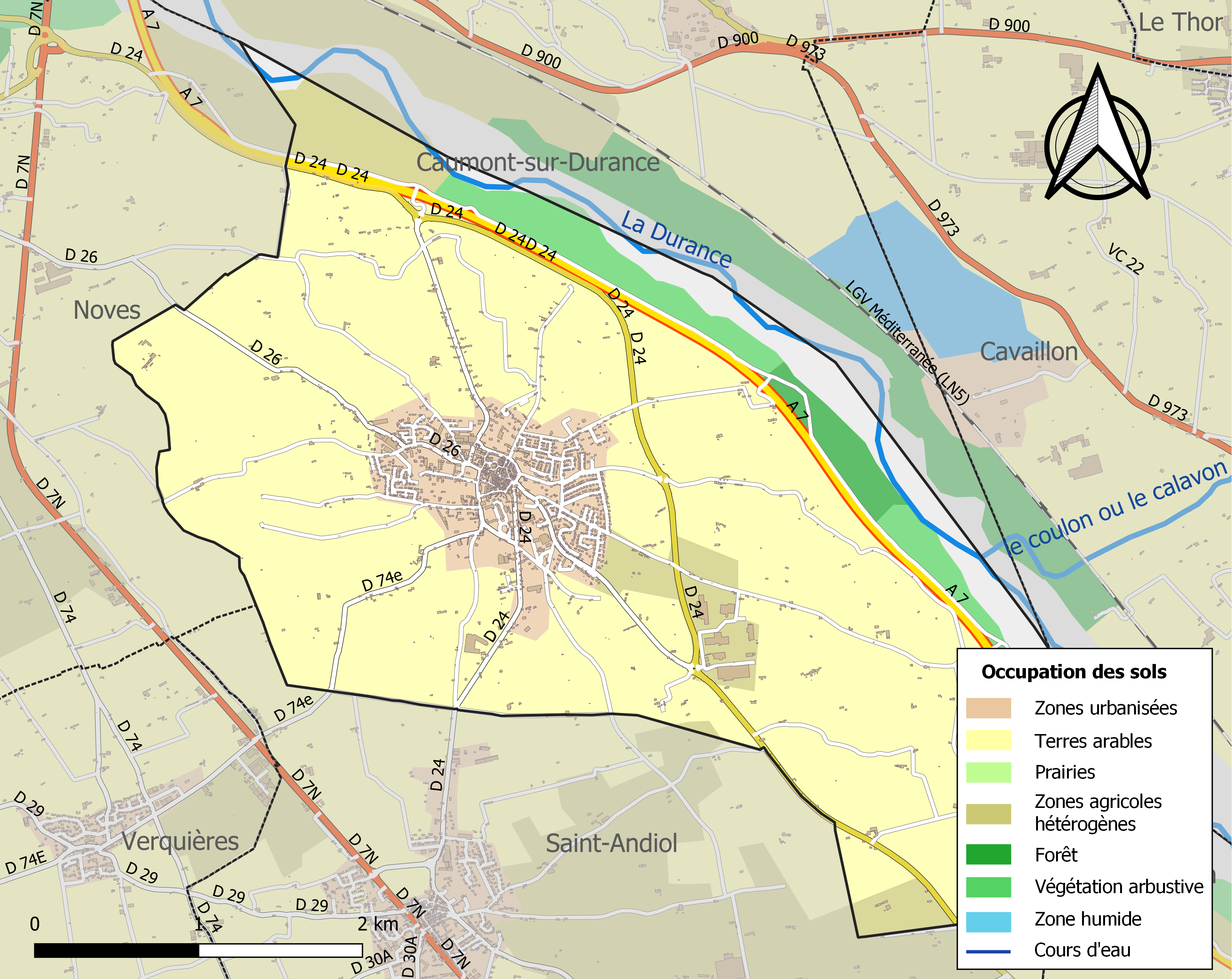

## Demografie
Onderstaande figuur toont het verloop van het inwonertal.
Vanwege een beveiligingsprobleem met de MediaWiki Graph-software is het momenteel niet mogelijk deze grafiek weer te geven. Zodra de software is bijgewerkt zal de grafiek vanzelf weer zichtbaar worden.
Barbentane · Boulbon · Cabannes · Châteaurenard · Eyragues · Graveson · Maillane · Mollégès · Noves · Plan-d'Orgon · Rognonas · Saint-Andiol · Saint-Pierre-de-Mézoargues · Tarascon · Verquières